# دسمدیوم
دسمدیوم (نام علمی: Desmodium) نام یک سرده از تیره باقلاییان است.